# Museo archeologico nazionale di Crotone
Il Museo archeologico nazionale di Crotone è un museo sito nella città murata medioevale, corrispondente all'acropoli dell'antica Kroton.
Dal dicembre 2014 il Ministero per i beni e le attività culturali lo gestisce tramite il Polo museale della Calabria, nel dicembre 2019 divenuto Direzione regionale Musei.

## Storia
Fu aperto al pubblico nel 1968 utilizzando materiale della precedente collezione civica, esposta per alcuni decenni nel cosiddetto Museo Civico di Crotone, con pezzi significativi di tutta l'area della Magna Grecia. Il nucleo originario era stato composto soprattutto da materiale proveniente da scavi non ufficiali e dal mercato antiquario; solo in seguito vi confluirono vari reperti provenienti da scavi realizzati in città, nelle necropoli e negli insediamenti del territorio.
Tra i suoi direttori, Roberto Spadea e Domenico Marino. L'attuale direttore è Gregorio Aversa.

## Collezioni
Il museo espone materiali a partire dall'epoca neolitica, come le asce di pietra e i raschiatoi di ossidiana da Petilia Policastro; di eccezionale rilievo il frammento di ceramica minoica-micenea (TE I-II / TM I A) da Capo Piccolo, importante insediamento dell'età del bronzo scoperto nel 1977; sempre alla sezione preistorica, ma all'età del ferro, appartengono le brocche dal collo rigonfio, le fibule di varia foggia e i rari strumenti trovati nelle tombe di Cirò. Di grande importanza le due asce a margini rialzati (una con fine decorazione geometrica, incisa a bulino, è considerata un "unicum") dell'antica età del bronzo provenienti dal Timpone delle Rose Roccabernarda/Petilia Policastro ed i ripostigli, databili all'età del bronzo finale e all'età del ferro, di asce e manufatti in bronzo (alcuni reperti sono "unicum") da Cirò e dal territorio a sud di Crotone.
L'epoca greca è documentata con molti reperti. Dell'epoca arcaica sono i vasi unguentari corinzi e vari frammenti ceramici: di vasi attici a figure nere, di un vaso calcidese, ecc. Altre ceramiche provengono da vari centri della Lucania, dall'Apulia e dall'Etruria.
Da Crotone provengono vari materiali preistorici e protostorici, un'antefissa arcaica con testa di Gorgone, una testa fittile di giovinetto, un piccolo altare con Ercole in lotta con i Centauri, vari rilievi votivi, della ceramica a figure rosse, un oscillum e dei bronzetti di Ercole in assalto con indosso la leontè.

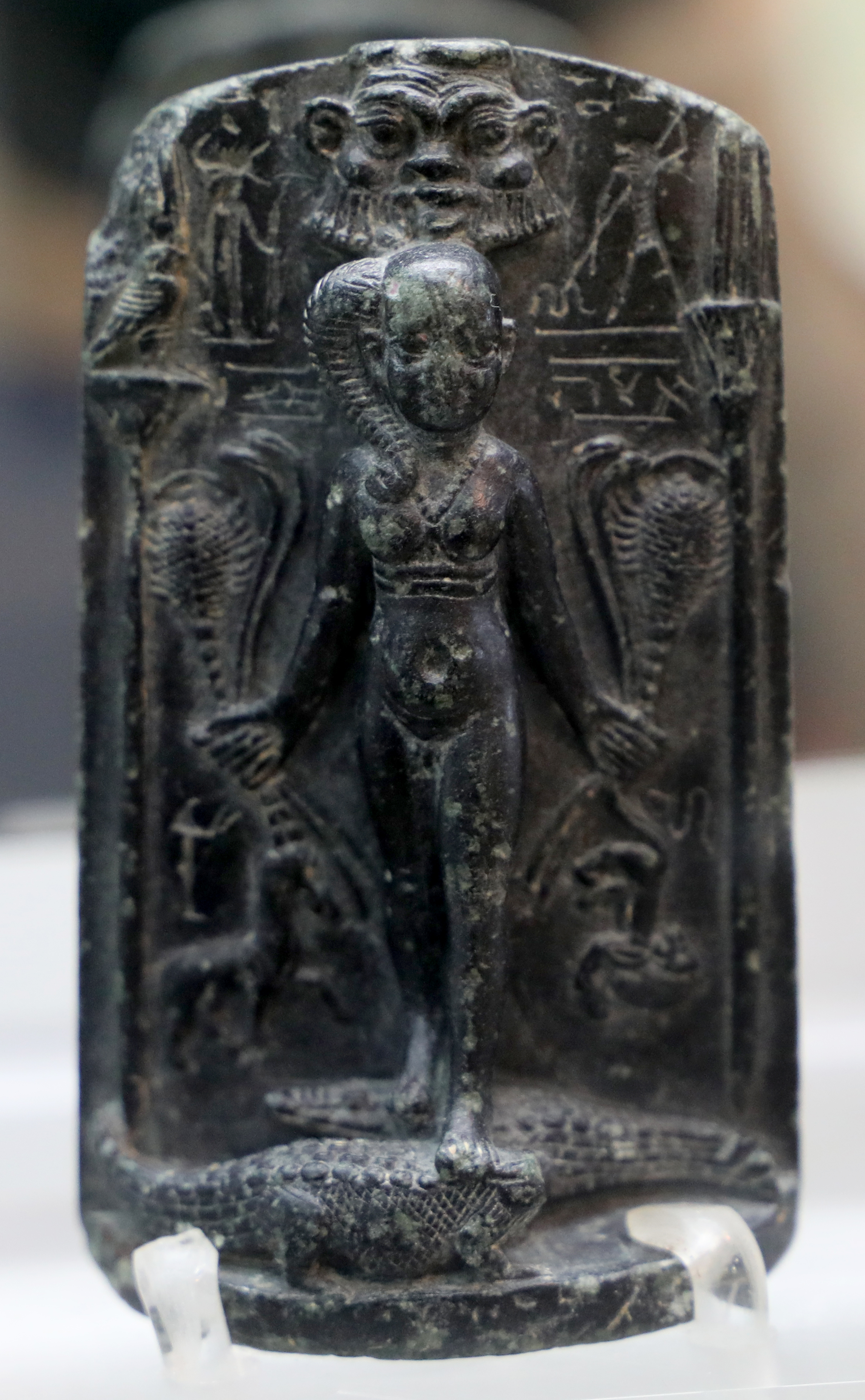
Stele di Horo sui coccodrilli.

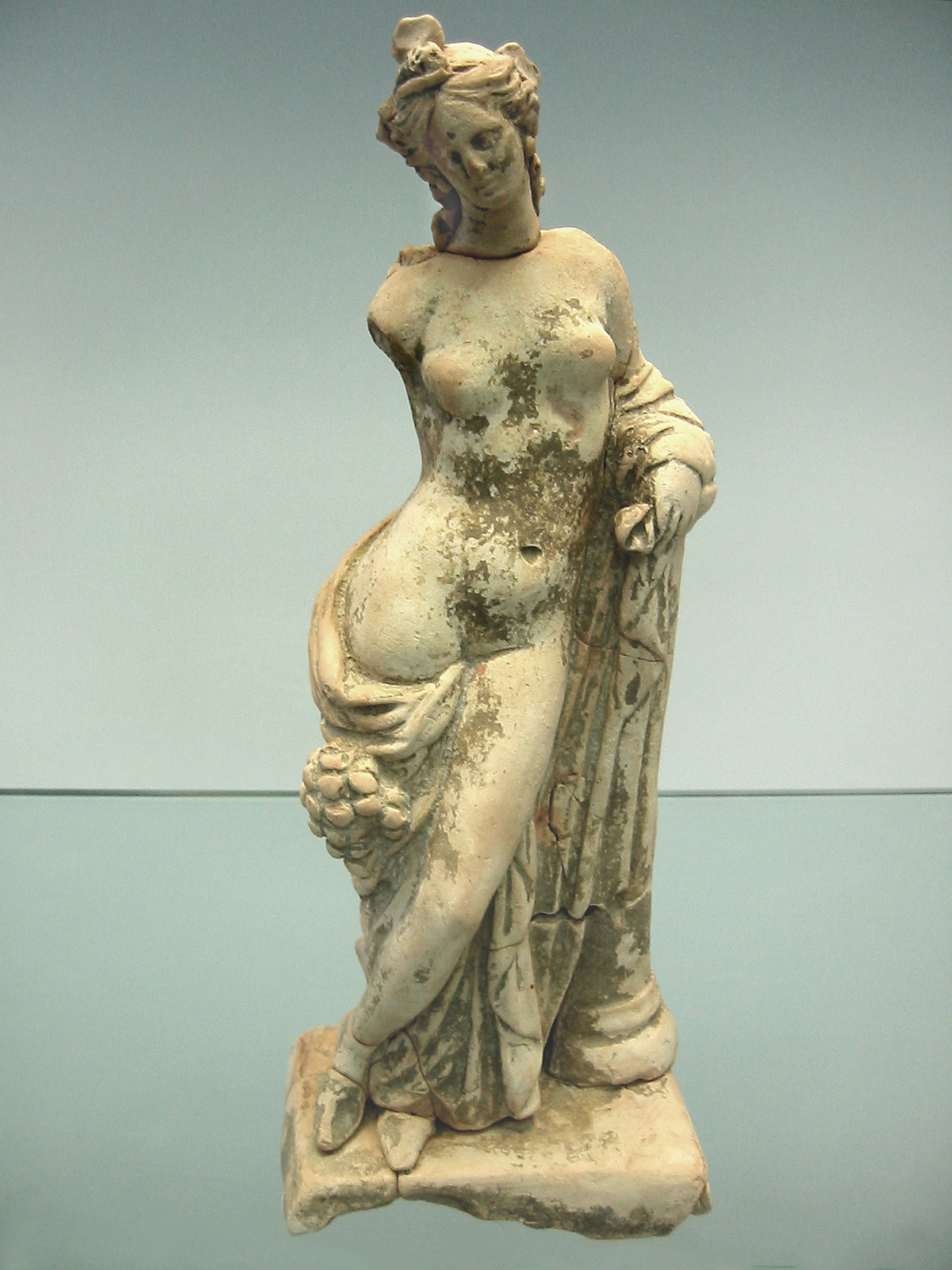
Statua femminile raffigurante Afrodite nelle collezioni del museo.

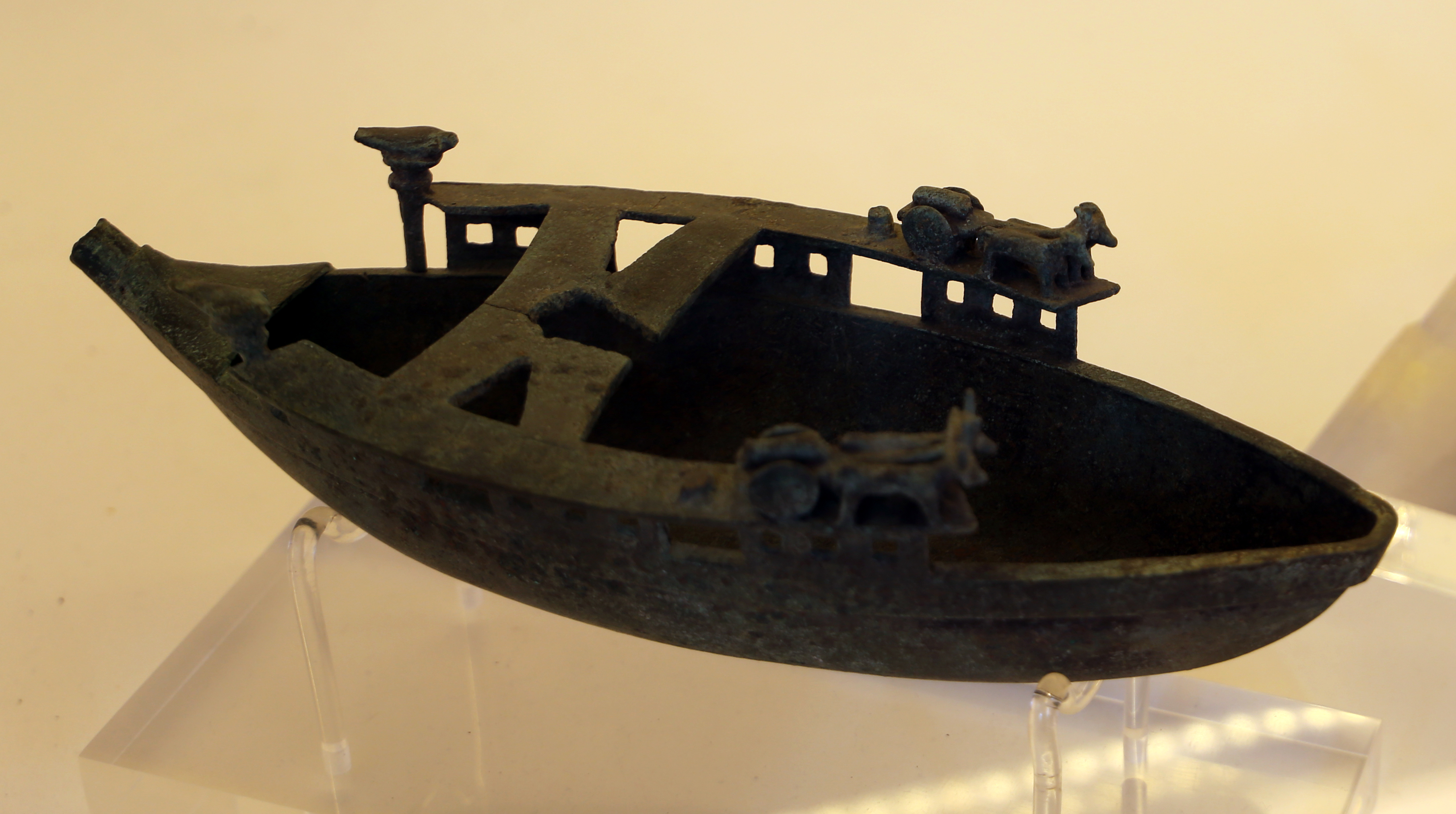
Navicella nuragica, dal Santuario di Hera a Capo Lacinio (Crotone), IX-VII secolo a.C., nelle collezioni del museo.

Un cippo confinario con la numerazione "29" è scritto in greco, mentre due puntali di lancia in bronzo, probabili trofei, recano le iscrizioni "Anthropos figlio di Teognide" e "Eschilo figlio di Echesteneto".
Dall'area urbana di Crotone proviene un rilievo a carattere votivo, scolpito su una lastra in marmo di Nasso, raffigurante, probabilmente, la dea Hera a colloquio con un'altra figura femminile, una divinità minore o forse la personificazione della città stessa. Essa è databile al 450-420 a.C..
Sempre ad età classica è attribuibile un acrolito marmoreo (mutilo al volto) nel quale si riconosce la dea Atena, rinvenuto nel corso di scavi della metà degli anni '70 del XX secolo nella città moderna.
Un'intera sezione è dedicata ai reperti dal santuario di Hera al Capo Colonna: tra gli oggetti esposti numerosi oggetti votivi, frammenti di decorazioni architettoniche in marmo e terracotta e frammenti di sculture. Spicca il frammento di una coppa a figure nere sovradipinte (VI sec. a.C.), con due personaggi barbati, armati di lancia, con copricapo a turbante, affrontati ai lati di un tripode monumentale (da Capo Colonna, scarpata ad est del Tempio A).
Dall'area delle cosiddette Quote Cimino, sul promontorio di Capo Colonna, proviene una bella testa in marmo pentelico (mutila al volto), nella quale ben si riconosce Apollo citaredo, databile al 350-300 a.C. Il reperto, di notevole interesse, fu rinvenuto - negli anni '70 del XX sec. - dal Gruppo Archeologico Krotoniate.
Vi è esposto anche il "tesoro di Hera", rinvenuto nell'edificio B dell'Heraion e comprendente, tra l'altro, un diadema aureo, un pendaglio da cinturone di produzione indigena ed una lampada di produzione nuragica in forma di navicella, lacunosa.
Dal novembre 2009 ospita lo straordinario askos bronzeo a forma di Sirena (V sec. a.C.), proveniente dalle Murgie di Strongoli, restituito dal Getty Museum di Malibù (USA), e l'altro askos bronzeo del VI sec. a.C., sempre a forma di Sirena, proveniente dalla chora meridionale di Kroton. A livello mondiale ne sono conosciuti solo tre esemplari: di questi ben due, quindi, sono conservati a Crotone.
Tra i reperti di epoca romana sono due grandi vasche marmoree, dal carico di marmi naufragato a Punta Scifo (cosiddetto relitto Paolo Orsi, scoperto dal crotonese Antonio Tricoli), e una base di statua onoraria, con epigrafe, rinvenuta durante la costruzione della chiesa di San Giuseppe nel XVIII secolo, in pieno centro storico. Altre due basi marmoree, con epigrafi pubblicate nel C.I.L., rinvenute nel centro storico di Crotone nei pressi del Castello, sono state portate nel Museo provinciale di Catanzaro, dove sono esposte.
Nel museo è custodita, dal 2012, la piccola, ma di straordinario interesse, stele egizia di Horus sui coccodrilli rinvenuta a Crotone e restituita, dopo 35 anni, dal Museo civico di Milano che l'aveva acquistata sul mercato antiquario.
Altre sezioni documentano gli altri santuari della zona: quello detto di Sant'Anna in località Manche della Vozza (Cutro), posto alle sorgenti del fiume Esaro, quello di Apollo Aleo a Krimisa (Punta Alice a Cirò Marina), il tempio dorico di Caulonia e un'area di culto a Punta Stilo.
Reperti di età medioevale, provenienti dal territorio comunale, sono esposti nei locali della caserma Sottocampana (ex Regio Museo Civico di Crotone), nel castello di Carlo V, anch'esso di proprietà dello Stato ed in consegna alla Soprintendenza per i Beni Archeologici della Calabria.